# Dysgnathia albolineata
Dysgnathia albolineata är en fjärilsart som beskrevs av George Thomas Bethune-Baker 1906. Dysgnathia albolineata ingår i släktet Dysgnathia och familjen nattflyn. Inga underarter finns listade i Catalogue of Life.